# Spot (videogioco)
Spot, sottotitolato The Computer Game! o The Video Game! solo sulle confezioni, è un videogioco rompicapo simile a un gioco da tavolo astratto, pubblicato a partire dal 1990 per Amiga, Atari ST, Commodore 64, Game Boy, MS-DOS e Nintendo Entertainment System da varie etichette della Virgin Interactive. Uscì anche come videogioco arcade, sulle macchine Arcadia Systems basate sull'hardware Amiga. Il tema estetico del gioco è Spot, un cerchietto rosso umanizzato che era all'epoca la mascotte della bibita 7 Up negli Stati Uniti. Il videogioco, vagamente simile al gioco Othello, venne di solito accolto positivamente dalla critica.

## Modalità di gioco
La partita si svolge su una scacchiera 7x7 e coinvolge da due a quattro partecipanti (solo due su Game Boy), tutti contro tutti. Ogni partecipante ha pedine di un diverso colore e può essere controllato da un giocatore umano oppure dal computer a 9 possibili livelli di difficoltà. Si inizia con le sole pedine ai quattro angoli della scacchiera e l'obiettivo è riempirla con la maggioranza di pedine del proprio colore. Il numero totale di pedine attualmente posseduto da ciascun partecipante è indicato a video.
Al proprio turno, ogni giocatore può fare una mossa di due tipi possibili:
- duplicare una sua pedina, generandone un'altra in una casella vuota adiacente, anche in diagonale;
- spostare una sua pedina in una qualunque casella vuota alla distanza di due caselle, anche facendo movimenti a "L", e anche scavalcando eventuali ostacoli.

In entrambi i casi, tutte le eventuali pedine avversarie adiacenti alla casella di arrivo vengono trasformate in pedine del proprio colore.
Per ogni mossa viene visualizzata un'animazione decorativa variabile di Spot (esclusa versione Game Boy), disattivabile dal menù delle opzioni. La pedina da muovere o duplicare si trasforma temporaneamente in Spot che si sposta alla casella di arrivo in modo scherzoso, facendo ad esempio moonwalk, break dance, tuffi, salto con l'asta o usando pattini a rotelle.
La partita termina solitamente quando tutta la scacchiera è piena, ma è possibile anche l'eliminazione completa degli avversari trasformando tutte le loro pedine. Ci sono inoltre le opzioni per dare tempo limitato, per ciascuna mossa e complessivo.
Si può giocare su scacchiere personalizzate, dove alcune delle caselle mancano e non sono occupabili da pedine. Qualunque conformazione della scacchiera, entro l'ampiezza massima di 7x7, può essere generata tramite un editor di livelli; si può anche estrarre casualmente una delle numerose conformazioni simmetriche predefinite.

## Storia
Spot deriva da Infection, un videogioco basato sullo stesso principio ma privo di legami con la 7 Up, ideato e realizzato nel 1988 dai britannici David Crummack e Craig Galley (Binary Design) per la Wise Owl Software, in versioni Amiga, Atari ST e Commodore 64. La Wise Owl però ne cedette i diritti per la pubblicazione alla Virgin Mastertronic, che migliorò il programma e aumentò le piattaforme di sviluppo. Tuttavia, nonostante fosse stato anche presentato alla stampa, ricevendo alcune buone recensioni, Infection non venne poi pubblicato. Invece la Virgin Mastertronic, dopo aver acquisito i diritti sul personaggio di Spot, pubblicò la versione completamente riprogrammata intitolata Spot. Inoltre la filiale statunitense della Virgin Mastertronic cedette i diritti anche alla Leland, che trasformò Infection nel videogioco arcade Ataxx, uscito nel 1991.
Infection per Amiga, modificato in modo non significativo, venne divulgato come programma in pubblico dominio intorno al 1995. Anche le versioni di Infection per Amstrad CPC, Commodore 64 e ZX Spectrum sono state successivamente recuperate e divulgate.
Negli anni si è creato un filone di cloni e varianti di Infection, dei quali Spot fu il primo effettivamente pubblicato, sebbene siano più noti come varianti di Ataxx.